# Green Park (metropolitana di Londra)
Green Park è una stazione delle linee Jubilee, Piccadilly e Victoria della metropolitana di Londra.

## Storia
La stazione di Green Park fu aperta dalla Great Northern, Piccadilly and Brompton Railway (GNP&BR) il 15 dicembre 1906 sotto il nome di Dover Street, a causa della vicinanza con tale strada. La stazione venne poi ristrutturata nel 1933; in quest'anno, per esempio, vennero installate le scale mobili, venne costruita una nuova sala biglietteria e venne costruita una nuova uscita, che si affacciava all'incrocio tra Piccadilly e Stratton Street. Durante quest'anno cambiò anche il nome della stazione, che diventò Green Park, nome conservato fino ad oggi.
Le banchine della Victoria line aprirono il 7 marzo 1969; l'accesso a tali banchine era possibile attraversando la sala biglietteria, e non attraverso dei passaggi che connettessero le banchine della Victoria con quelle della Piccadilly. Ancora oggi, per esempio, per passare da una banchina all'altra è necessario impiegare molto tempo. Quelle della Jubilee line, invece, aprirono il 1º maggio 1979.
Il 9 ottobre 1975 dei terroristi appartenenti all'Irish Republican Army, meglio nota come IRA, detonarono una bomba appena fuori dalla stazione; quest'ultima uccise un ventitreenne che portava il nome di Graham Ronald Tuck.
E'stata oggetto di importanti lavori di ristrutturazione e ammodernamento in previsione delle olimpiadi del 2012, con la creazione di un nuovo ingresso verso il Green Park e la costruzione di ascensori per garantire l'accesso ai disabili.

## Interscambi
Nelle vicinanze della stazione effettuano fermata numerose linee urbane automobilistiche, gestite da London Buses.
- Fermata autobus

## Nella cultura di massa
L'inizio del film Le ali dell'amore diretto da Iain Softley è ambientato nei pressi della stazione.

## Galleria d'immagini

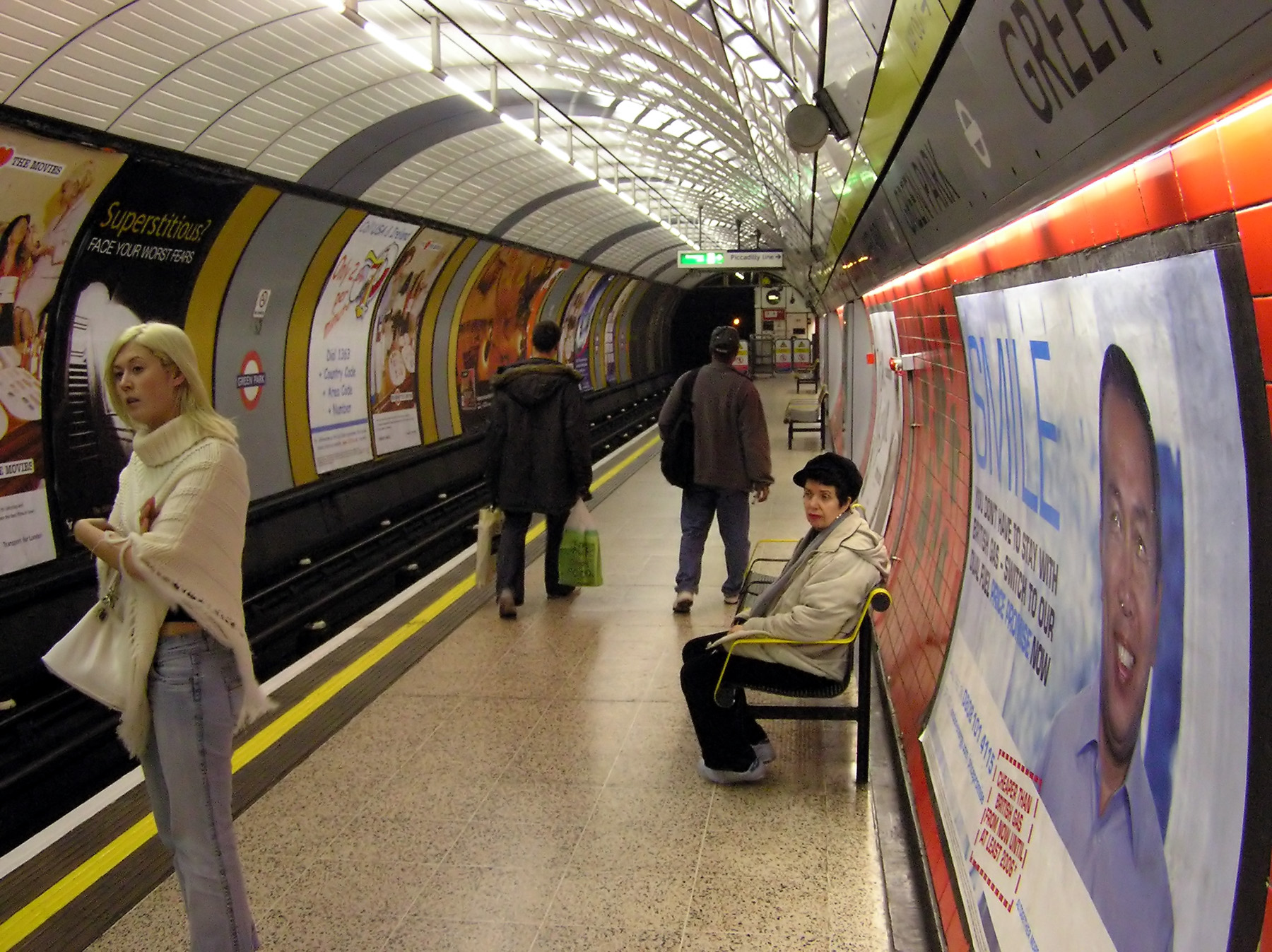
Le banchine della Jubilee line.
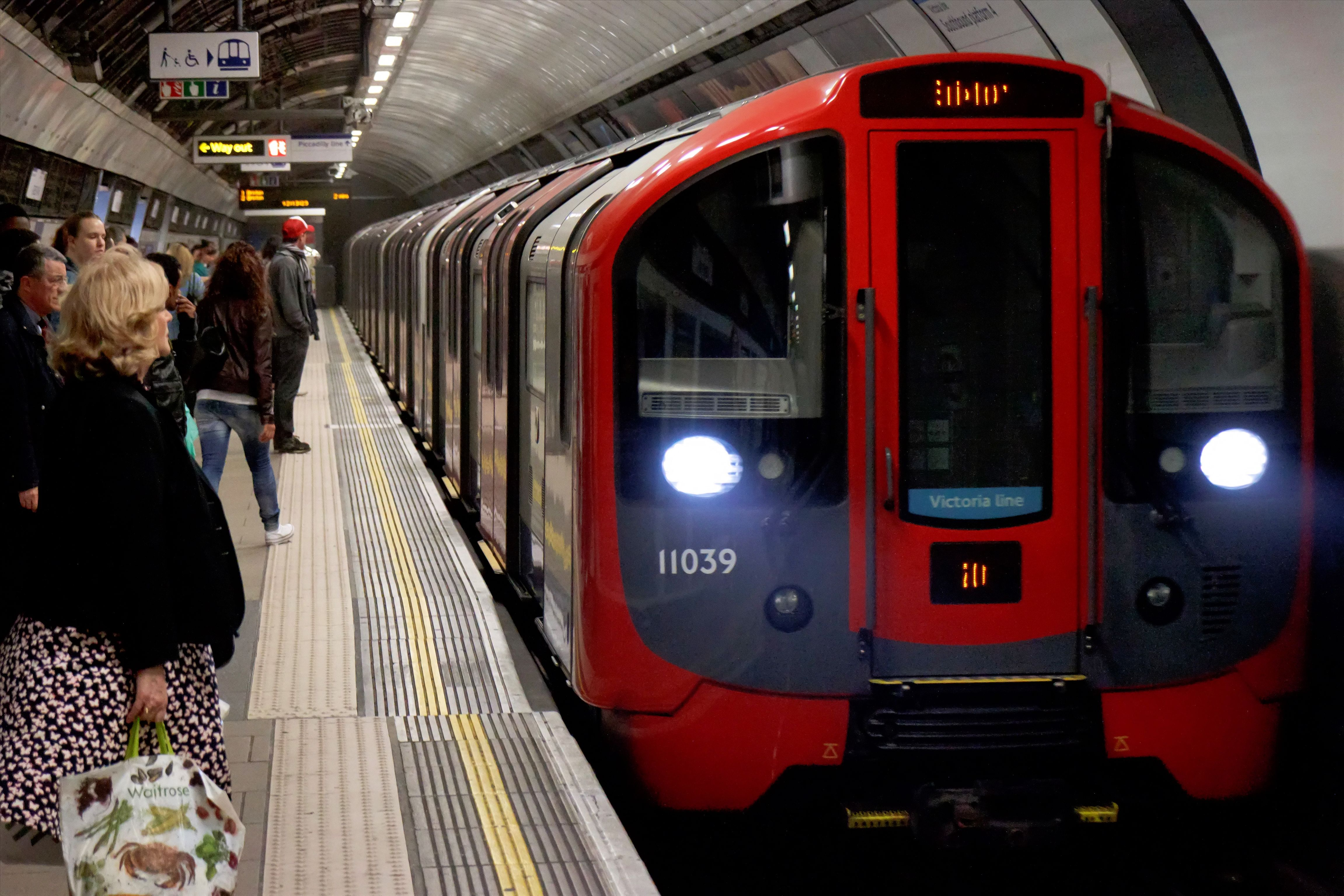
Un treno della Victoria line in arrivo a Green Park.